# СЦС Совинтел
ООО «СЦС Совинтел» — телекоммуникационная компания.
Компания «Совинтел» была образована в 1990 году, как совместное советско-американское предприятие и зарекомендовала себя ведущим коммерческим оператором местной, междугородной и международной цифровой связи в России. Учредителями предприятия на 2001 год являлись Открытое Акционерное общество междугородной и международной электрической связи «Ростелеком» и компания из американской группы Golden Telecom.
В сентябре 2002 года Голден Телеком выкупил остававшиеся у Ростелекома 50 % акций Совинтел.
В 2003 году Совинтел — один из ведущих игроков московского (и частично российского) рынка.
ООО «СЦС Совинтел» стал универсальным правопреемником ООО «ТелеРосс». ООО «СЦС Совинтел» оказывал услуги РОЛ.
ООО «СЦС Совинтел» и «Голден Телеком» вошли в состав ОАО «ВымпелКом» в 2008 году.
«ВымпелКом» оказывает услуги МГ/МН-связи через сеть «Совинтел», который получил коды в 2006 г. и начал оказывать услуги в январе 2007 г.

## История
ООО «СЦС Совинтел» учреждена в 1990 году как альтернативный оператор местной коммутируемой связи в форме паритетного СП между «Глобал ТелеСистемз, Инк.» (ГТС) и Главным центром управления магистральной связью СССР (ГЦУМС), который впоследствии вошёл в состав «Ростелеком».
В июле 1994 года одним из владельцев компании «Совинтел» становится SFMT и создает всероссийскую сеть наложенной спутниковой связи «ТелеРосс».
В апреле 1999 года в штате Делавэр создается компания «Голден Телеком, Инк.», которая объединяет все телекоммуникационные активы холдинга в России и странах СНГ. Принадлежащие ГТС акции были переданы компании «Голден Телеком, Инк.». Первичное размещение акций компании «Голден Телеком» на бирже NASDAQ под символом «GLDN».
28 апреля 1999 года «Совинтел» представляет новые телефонные карты с предварительной оплатой «Диалог», которая предоставляет всем пользователям телефонной сети города Москвы простой и экономичный способ автоматического установления междугородных и международных телефонных соединений. Принято решение выйти на рынок аутсорсинговых услуг call-центров. Открыт коммерческий Call-центр ООО «СЦС Совинтел».
27 апреля 2000 года «Совинтел» объявил о начале предоставления новых услуг на базе Центра обработки вызовов (Сall-центра).
В феврале 2001 года «Совинтел» объявляет об открытии собственного Интернет-магазина — первого виртуального магазина, в котором представлены услуги связи.
По состоянию на 2001 год Совинтел предоставлял современные телекоммуникационные услуги передачи речи, факсимильных сообщений, данных, видео и доступ в глобальную сеть Интернет на базе собственной опорной волоконно-оптической сети SDH в Москве и Санкт-Петербурге.
6 ноября 2001 года «Голден Телеком» и «Ростелеком» объявили о том, что они подписали Меморандум о взаимопонимании по планируемой сделке в отношении компании «Совинтел». Согласно достигнутой предварительной договоренности, в обмен на 50%-ную долю в уставном капитале «Совинтела» «Ростелеком» получит 15 % акций «Голден Телекома» плюс 52 млн долларов США. Помимо этого, «Ростелекому» будет обеспечено представительство в совете директоров «Голден Телекома». В результате этой сделки «Голден Телеком» получит полный контроль над «Совинтелом». Компания планирует провести слияние и интеграцию «Совинтела» со своим подразделением «ТелеРосс» для предоставления максимально полного пакета телекоммуникационных услуг своим клиентам по всей России.
В пресс-релизе компания Совинтел была названа «лидирующим оператором на рынке услуг местной связи СНГ».
В сентябре 2002 года «Голден Телеком» приобретает у «Ростелеком» оставшиеся 50 % акций в капитале «Совинтел».
В мае 2003 года ООО «СЦС Совинтел» начинает работать под торговой маркой «Голден Телеком». «СЦС Совинтел» приобрело 100 % ООО «СибЧелендж Телеком» (Красноярск) и 100 % группы «Коминком»-«Комбеллга».
1 декабря 2004 года завершено юридическое объединение «Совинтел» и группы «Коминком-Комбеллга» в одно юридическое лицо «Совинтел». Также приобретено 62 % ЗAO «ВестБалт Телеком» (Калининград) и 54 % СП Buzton (Узбекистан).
В 2008 году корпорация Intel подала в палату по патентным спорам Роспатента два заявления с просьбой перерегистрировать на неё товарные знаки «СЦС Совинтел» и Sovintel.
В 2010 году «Совинтел» реорганизован путём присоединения к «ВымпелКому».